# Kirker i Frederiksborg Amt
Frederiksborg Amt hørte i middelalderen under til Sjællands Østersyssel, dog var Horns Herred under Sjællands Medelsyssel. 
I Amtet ligger købstæderne Helsingør, Hillerød, Frederiksværk, og Frederikssund. 

## Holbo Herred
- Annisse Kirke
- Blistrup Kirke
- Smidstrup Strandkirke – Blistrup Sogn
- Esbønderup Kirke
- Gadevang Kirke i Gadevang Sogn
- Gilleleje Kirke
- Græsted Kirke
- Helsinge Kirke
- Mårum Kirke
- Nødebo Kirke
- Ramløse Kirke
- Søborg Kirke
- Tibirke Kirke
- Valby Kirke
- Vejby Kirke
- Villingerød Kirke i Villingerød Sogn

## Horns Herred
- Draaby Kirke (Tidl. Jægerspris kommune, nu: Ny Frederikssund kommune)
- Ferslev Kirke
- Gerlev Kirke
- Krogstrup Kirke
- Kyndby Kirke
- Orø Kirke
- Selsø Kirke
- Skibby Kirke
- Skoven Kirke i Skoven Sogn
- Skuldelev Kirke
- Vellerup Kirke

## Lynge-Frederiksborg Herred
- Engholmkirken i Engholm Sogn
- Frederikssund Kirke
- Græse Kirke
- Gørløse Kirke
- Hillerød – Grønnevang Kirke
- Hillerød – Frederiksborg Slotskirke
- Hillerød – Hillerød Kirke
- Hillerød – Præstevang Kirke
- Hillerød – Ullerød Kirke
- Islebjerg Kirke
- Jørlunde Kirke
- Lillerød Kirke
- Lynge Kirke
- Nørre Herlev Kirke
- Oppe Sundby Kirke
- Sigerslevvester Kirke
- Slangerup Kirke
- Uggeløse Kirke
- Uvelse Kirke

## Lynge-Kronborg Herred
- Asminderød Kirke
- Birkerød Kirke
- Bistrup Kirke
- Blovstrød Kirke
- Egebæksvang Kirke
- Fredensborg Slotskirke i Asminderød Sogn
- Grønholt Kirke
- Gurre Kirke – Tikøb Sogn
- Hellebæk Kirke
- Helsingør – Kronborg Slotskirke i Sankt Mariæ Sogn
- Helsingør – Sankt Marie Kirke
- Helsingør – Sankt Olai Kirke
- Helsingør – Sthens Kirke
- Helsingør – Vestervang Kirke
- Hornbæk Kirke
- Humlebæk Kirke
- Hørsholm Kirke
- Høsterkøb Kirke i Birkerød Sogn
- Karlebo Kirke
- Egedal Kirke – Karlebo Sogn
- Nivå Kirke – Karlebo Sogn
- Kokkedal Kirke
- Mørdrup Kirke
- Rungsted Kirke
- Tikøb Kirke

## Strø Herred
- Alsønderup Kirke
- Frederiksværk Kirke
- Kregme Kirke
- Lille Lyngby Kirke
- Melby Kirke
- Skævinge Kirke i Skævinge Sogn
- Strø Kirke
- Tjæreby Kirke
- Torup Kirke
- Lynæs Kirke – Torup Sogn
- Vinderød Kirke
- Ølsted Kirke

## Ølstykke Herred
- Farum Kirke
- Stenløse Kirke
- Slagslunde Kirke
- Veksø Kirke
- Ganløse Kirke
- Snostrup Kirke
- Stavnsholtkirken i Farum Sogn
- Ølstykke Kirke
- Udlejre Kirke – Ølstykke Sogn